# Karl Hermann Schelkle
Karl Hermann Schelkle (* 3. April 1908 in Steinhausen an der Rottum; † 9. März 1988 in Tübingen) war ein deutscher katholischer Theologe (Neutestamentler).

## Leben
Karl Hermann Schelkle wurde am 3. April 1908 in Steinhausen an der Rottum als jüngster Sohn des Lehrers Sebastian Schelkle (1868–1960) und dessen zweiter Frau Josefa Balle (1872–1940) geboren. Er begann sein Studium an der Universität Tübingen. Mit Erfolg bearbeitete er eine für das akademische Jahr 1928/29 von der Katholisch-Theologischen Fakultät ausgeschriebene Preisarbeit: Die formgeschichtliche Betrachtung der Leidensgeschichte Jesu. Dies brachte Schelkle nicht nur wissenschaftliche Anerkennung ein, sondern stürzte ihn auch in eine Glaubens- und wohl auch Lebenskrise. Er wurde für ein Jahr an die Universität Bonn beurlaubt. Anschließend trat er im Frühjahr 1930 in die Benediktinerabtei Maria Laach als Postulant ein, wurde aber bereits im August wieder entlassen und kehrte nach Tübingen zurück. 1931 beendete er sein theologisches Studium und trat ins  Priesterseminar Rottenburg ein. Am 19. März 1932 wurde er zum Priester geweiht.
Nach einjähriger Seelsorgetätigkeit in Friedrichshafen und Saulgau stellte man ihn zum Weiterstudium der Klassischen Philologie und Religionswissenschaft in Tübingen frei. Da er zum Referendardienst aus politischen Gründen nicht zugelassen wurde, promovierte er 1935 bei Otto Weinreich zum Dr. phil. mit einer Arbeit über „Virgil in der Deutung Augustins“.
Auf Empfehlung zweier Professoren der Philosophischen Fakultät, Weinreich und Carl Watzinger, sowie durch Vermittlung des Dekans der Katholisch-Theologischen Fakultät, Joseph Rupert Geiselmann, trat er 1936 ein Reisestipendium des Deutschen Archäologischen Instituts nach Rom, Griechenland und in den Vorderen Orient an und kehrte im September 1939 als Hilfsassistent der Fakultät nach Tübingen zurück.
Bei Stephan Lösch, der bereits an der Lateinschule in Horb am Neckar Schelkles Klassenlehrer gewesen war und mittlerweile als Professor für Neues Testament in Tübingen lehrte, reichte Schelkle 1940 an der Katholisch-Theologischen Fakultät eine überarbeitete Fassung der Preisarbeit aus dem Jahr 1929 als Dissertation ein unter dem Titel „Die Passion Jesu in der Glaubenspredigt des Neuen Testaments“. Aufgrund von Löschs negativer Bewertung zog Schelkle die Dissertation jedoch auf Rat Geiselmanns zurück. Der Grund für Löschs Verhalten blieb Schelkle bis zuletzt „immer unerklärt“.
Anschließend war er von 1940 bis 1945 als Seelsorger in Wachendorf (Starzach) bei Rottenburg am Neckar tätig. 1941 wurde er, trotz erneuten Interventionen Löschs, bei Heinrich Joseph Vogels an der Universität Bonn mit einer Arbeit über „Die Passion in der Verkündigung des Neuen Testaments“ zum Dr. theol. promoviert. Im Druck konnte die Arbeit erst 1949 (ohne Imprimatur) erscheinen. Nach Ende des Zweiten Weltkrieges erhielt Schelkle 1946 eine Anstellung im Bibliotheksdienst der Universitätsbibliothek Tübingen. 1949 erfolgte seine Habilitation an der Universität Würzburg bei Karl Staab, obwohl Lösch erneut intervenierte. Von 1950 bis zu seiner Emeritierung 1976 war Schelkle als Nachfolger Löschs Inhaber des Lehrstuhls für neutestamentliche Theologie in Tübingen.
1976 erhielt er den Titel „päpstlicher Hausprälat“, 1985 das Bundesverdienstkreuz.

## Werk
Schelkle war einer der ersten Protagonisten der formgeschichtlichen Methode auf katholischer Seite. Diese Methode war für Schelkle eine Möglichkeit, dem historischen Christusereignis sehr viel näher zu kommen als zum Beispiel durch reine Quellen- oder Textkritik. Wie bezeichnend steht dafür sein Beitrag in der Festschrift zum einhundertfünfzigjährigen Bestehen der Katholisch-Theologischen Fakultät Tübingen: 
In einem mit nur vier Seiten wahrscheinlich demonstrativ kurzen Beitrag gibt Schelkle schon allein im Titel – "Von der Predigt zur Predigt" – den entscheidenden Ansatzpunkt seines formgeschichtlichen Arbeitens: „Zu einem wesentlichen Teil ist das Neue Testament unmittelbar schriftliche Niederlegung der Predigt der Kirche wie Erinnerung an ihren Kult.“
Lange bevor die Themen kirchenöffentlich virulent wurden, etwa in der Würzburger Synode oder im Synodalen Weg, erhob Schelkle entscheidende Antworten aus dem Neuen Testament zu Fragen um die Rolle der Frau in der Kirche, das Amtspriestertum, und die neutestamentlich nicht begründete Machtausübung in der Kirche.
Die Summe seiner Arbeiten ist in seiner fünfbändigen Theologie des Neuen Testaments zusammengefasst, in der er bestimmten Gedanken und Themen neutestamentlicher Verkündigung nachging und das gläubige Leben der neutestamentlichen Gemeinde zum Ausdruck brachte. Von innerer Konsequenz und sicher auch großer ökumenischer Bedeutung ist daher auch die von Schelkle als katholischem Neutestamentler 1984 zusammen mit seinem Schüler Helmut Feld herausgegebene – bis dahin unveröffentlichte – Habilitationsschrift von Rudolf Bultmann aus dem Jahre 1912.
Schelkle verfasste über 150 Bücher und Zeitschriftenartikel; Übersetzungen in bis zu fünfzehn Sprachen wurden veröffentlicht.

## Schriften (Auswahl)
- Die Passion Jesu in der Verkündigung des Neuen Testaments. Ein Beitrag zur biblischen Theologie. Diss. Bonn 1941. Druckausgabe: Die Passion Jesu in der Verkündigung des Neuen Testaments. Ein Betrag zur Formgeschichte und zur Theologie des Neuen Testaments. Heidelberg 1949.
- Die Auslegung von Paulus' Römerbrief bei den Vätern. Habil. Würzburg 1949. Druckausgabe: Paulus, Lehrer der Väter. Die altkirchliche Auslegung von Römer 1-11. Düsseldorf 1956, 2. Auflage 1959.
- Das Neue Testament. Seine literarische und theologische Geschichte. Kevelaer, 2. Auflage 1964.
- Der Geist und die Braut. Frauen in der Bibel. Düsseldorf 1964, ISBN 3-491-77394-6.
- Theologie des Neuen Testaments. 5 Bände. Düsseldorf 1968–1976, italienische Übersetzung Bologna 1969–1974, englische Übersetzung 1971–1978, spanische Übersetzung Barcelona  1975–1978, portugiesische Übersetzung São Paulo 1977–1979, polnische Übersetzung 1984.
- Der zweite Brief an die Korinther. Düsseldorf 1984, ISBN 3-491-77108-0.
- Israel im Neuen Testament. Darmstadt 1985, ISBN 3-534-09619-3.
- Paulus. Leben – Briefe – Theologie. Darmstadt 1988, ISBN 3-534-08011-4.
- Die Petrusbriefe, der Judasbrief. Freiburg im Breisgau 1988, ISBN 3-451-01149-2.
- Die Chöre der Engel. Ostfildern 1988, ISBN 3-7966-0660-1.